# Amphiesmoides ornaticeps
Amphiesmoides ornaticeps е вид влечуго от семейство Смокообразни (Colubridae). Видът е незастрашен от изчезване.

## Разпространение
Разпространен е във Виетнам и Китай (Гуанси, Фудзиен и Хайнан).

## Описание
Популацията на вида е намаляваща.